# Pseudogyrtona grisea
Pseudogyrtona grisea là một loài bướm đêm trong họ Noctuidae.